# Tovaglietta

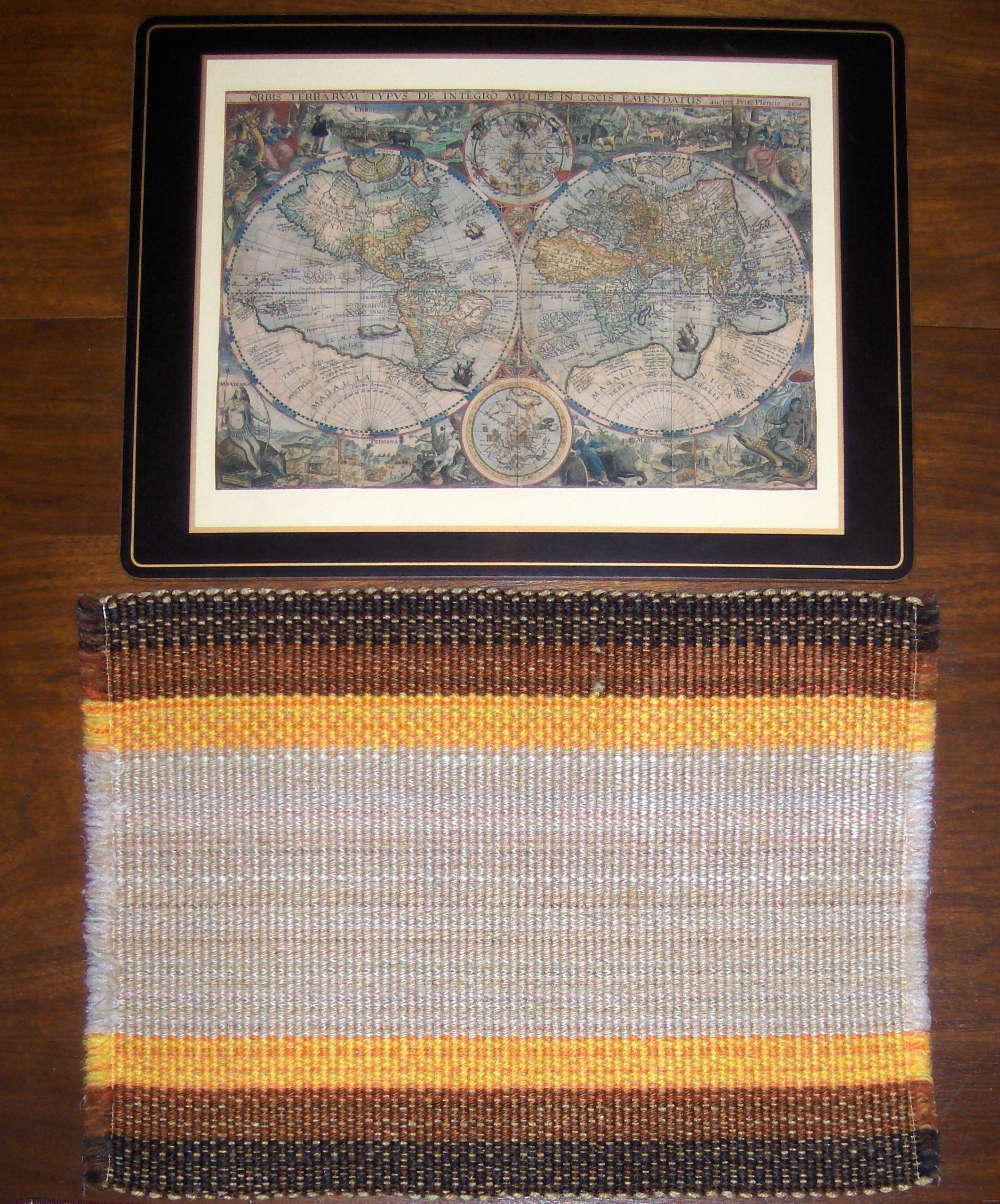
Tovagliette in sughero e lana

Una tovaglietta (anche chiamata tovaglietta americana) è una piccola tovaglia che viene usata per apparecchiare un singolo posto su una tavola. Ha tre scopi: igienico, frapponendo una barriera tra il piano d'appoggio e le stoviglie; protettiva, salvaguardando il piano del tavolo da graffi, calore e macchie; decorativa, dando un tocco di colore alla tavola. Non viene usata per apparecchiature formali od eleganti ma, per la sua praticità, ha uso domestico e in alcuni ristoranti.
Può essere realizzata con molti materiali:
- Tessuto
- Stuoia
- Rafia
- Sughero
- Plastica
- Listelli di bambù o legno
- Carta (con differenti tipologie di carta: usomano, paglia, kraft, avana ed altri ancora)

Quelle per la ristorazione usa e getta sono in carta o in tessuto non tessuto. Economiche ed igieniche hanno la dimensione adatta al vassoio standard (53x37 centimetri).